# Kagney Linn Karter
Kagney Linn Karter (* 28. března 1987 Houston, Texas – 15. února 2024) byla americká pornoherečka a režisérka. Narodila se v okrese Harris County a vyrůstala v missourském Saint Josephu a pensylvánském Ridgway. V Missouri pak začala v roce 2007 s erotickým tancem. Posléze se přestěhovala do Kalifornie, k tanci si přibrala i focení erotických scén a od roku 2008 začala vystupovat v pornografických filmech.